# Bomp! Records
Bomp! Records es una compañía discográfica independiente estadounidense fundada en 1974 por el analista, crítico y periodista musical fallecido Greg Shaw y su mujer Suzy Shaw, Es una de las discográficas que formaron parte de la escena underground del rock de los años 1980.
También el fundador de la discográfica, sacó una edición de una revista propia llamada "Who Put the Bomp" que contó solo con 21 ediciones.

## Algunos artistas de la discográfica
- 20/20
- Derek See
- Devo
- Germs
- Jeff Dahl
- Lazy Cowgirls
- Shoes
- SIN 34
- The Brian Jonestown Massacre
- The Modern Lovers
- The Romantics
- The Stooges